# Comuna de Włodawa
Włodawa (polaco: Gmina Włodawa) é uma gminy (comuna) na Polónia, na voivodia de Lublin e no condado de Włodawski. A sede do condado é a cidade de Włodawa.
De acordo com os censos de 2004, a comuna tem 5984 habitantes, com uma densidade 24,5 hab/km².

## Área
Estende-se por uma área de 243,75 km², incluindo:
- área agrícola: 37%
- área florestal: 47%

## Demografia
Dados de 30 de Junho 2004:
|                      | Total   | Total | Mulheres | Mulheres | Homens  | Homens |
| -------------------- | ------- | ----- | -------- | -------- | ------- | ------ |
|                      | pessoas | %     | pessoas  | %        | pessoas | %      |
| População            | 5984    | 100   | 3013     | 50,4     | 2971    | 49,6   |
| Densidade (pop./km²) | 24,5    | 100   | 12,4     | 12,4     | 12,2    | 12,2   |

De acordo com dados de 2002, o rendimento médio per capita ascendia a 1466,28 zł.

## Subdivisões
- Korolówka, Korolówka-Kolonia, Korolówka-Osada, Krasówka, Luta, Okuninka, Orchówek, Różanka, Sobibór, Stawki.

## Comunas vizinhas
- Hanna, Hańsk, Włodawa, Wola Uhruska, Comuna de Wyryki.